# Лбов, Григорий Фёдорович
Григорий Фёдорович Лбов (23.09.1912-10.01.1996) – автоконструктор, лауреат Сталинской премии 1951 года.
Родился в деревне Кувардино (сейчас - Кстовский район Нижегородской области) в семье рабочих.
В 1933 г. окончил судомеханическое отделение Горьковского политехникума водного транспорта по специальности «техник-судомеханик».
С 1934 года работал на Горьковском автомобильном заводе: конструктор цеха водоканализации, конструктор кузовного цеха, заместитель начальника мастерских специзделий, начальник участка сварки специзделий, начальник механосборочного цеха № 8, заместитель начальника конструкторского бюро сварки отдела главного технолога, начальник конструкторского бюро сварки, начальник технического бюро литейных цехов.
Лауреат Сталинской премии (1951) – за разработку конструкции и освоение производства легкового автомобиля «ЗИМ» (ГАЗ-12). Должность в то время – старший конструктор технологического отдела.
В 1960 году награждён медалью ВДНХ. В то время – начальник конструкторского бюро сварки.
Умер 10.01.1996. Похоронен на Старо-Автозаводском кладбище.